# Принстон (Західна Вірджинія)
Принстон (англ. Princeton) — місто (англ. city) в США, в окрузі Мерсер штату Західна Вірджинія. Населення — 5872 особи (2020).

## Географія
Принстон розташований за координатами 37°22′8″ пн. ш. 81°5′46″ зх. д. / 37.36889° пн. ш. 81.09611° зх. д. (37.368782, -81.096206).  За даними Бюро перепису населення США в 2010 році місто мало площу 7,89 км², з яких 7,79 км² — суходіл та 0,10 км² — водойми.

### Клімат
| Клімат : Принстон            | Клімат : Принстон | Клімат : Принстон | Клімат : Принстон | Клімат : Принстон | Клімат : Принстон | Клімат : Принстон | Клімат : Принстон | Клімат : Принстон | Клімат : Принстон | Клімат : Принстон | Клімат : Принстон | Клімат : Принстон | Клімат : Принстон |
| Показник                     | Січ.              | Лют.              | Бер.              | Квіт.             | Трав.             | Черв.             | Лип.              | Серп.             | Вер.              | Жовт.             | Лист.             | Груд.             | Рік               |
| Абсолютний максимум, °C      | 22,2              | 23,9              | 28,3              | 31,1              | 31,7              | 36,1              | 35,6              | 35,0              | 33,9              | 31,1              | 27,2              | 23,3              | 36,1              |
| Середній максимум, °C        | 5,6               | 7,8               | 12,2              | 18,3              | 22,2              | 26,1              | 27,2              | 27,2              | 23,9              | 18,9              | 13,3              | 7,2               | 17,5              |
| Середній мінімум, °C         | −3,3              | −1,7              | 2,2               | 7,2               | 11,7              | 16,1              | 18,3              | 17,8              | 13,9              | 8,3               | 3,9               | −1,1              | 7,8               |
| Абсолютний мінімум, °C       | −29,4             | −22,8             | −18,9             | −9,4              | −4,4              | 2,8               | 4,4               | 3,9               | −1,1              | −7,8              | −13,9             | −25               | −29,4             |
| ---------------------------- | ----------------- | ----------------- | ----------------- | ----------------- | ----------------- | ----------------- | ----------------- | ----------------- | ----------------- | ----------------- | ----------------- | ----------------- | ----------------- |
| Джерело: The Weather Channel |                   |                   |                   |                   |                   |                   |                   |                   |                   |                   |                   |                   |                   |

## Демографія
Згідно з переписом 2010 року, у місті мешкали 6432 особи в 3030 домогосподарствах у складі 1683 родин. Густота населення становила 815 осіб/км².  Було 3489 помешкань (442/км²).
Расовий склад населення:
| - 90,7 % — білих - 6,3 % — чорних або афроамериканців - 0,8 % — азіатів - 0,3 % — корінних американців |

До двох чи більше рас належало 1,8 %. Частка іспаномовних становила 1,1 % від усіх жителів.
За віковим діапазоном населення розподілялося таким чином: 19,4 % — особи молодші 18 років, 59,9 % — особи у віці 18—64 років, 20,7 % — особи у віці 65 років та старші. Медіана віку мешканця становила 42,6 року. На 100 осіб жіночої статі у місті припадало 86,8 чоловіків;  на 100 жінок у віці від 18 років та старших — 84,1 чоловіків також старших 18 років.
Середній дохід на одне домашнє господарство  становив 39 471 долар США (медіана — 30 856), а середній дохід на одну сім'ю — 50 556 доларів (медіана — 45 542). Медіана доходів становила 36 435 доларів для чоловіків та 26 909 доларів для жінок. За межею бідності перебувало 31,6 % осіб, у тому числі 52,0 % дітей у віці до 18 років та 15,5 % осіб у віці 65 років та старших.
Цивільне працевлаштоване населення становило 2163 особи. Основні галузі зайнятості: освіта, охорона здоров'я та соціальна допомога — 26,3 %, мистецтво, розваги та відпочинок — 10,9 %, роздрібна торгівля — 10,6 %.